# Aretaon muscosus

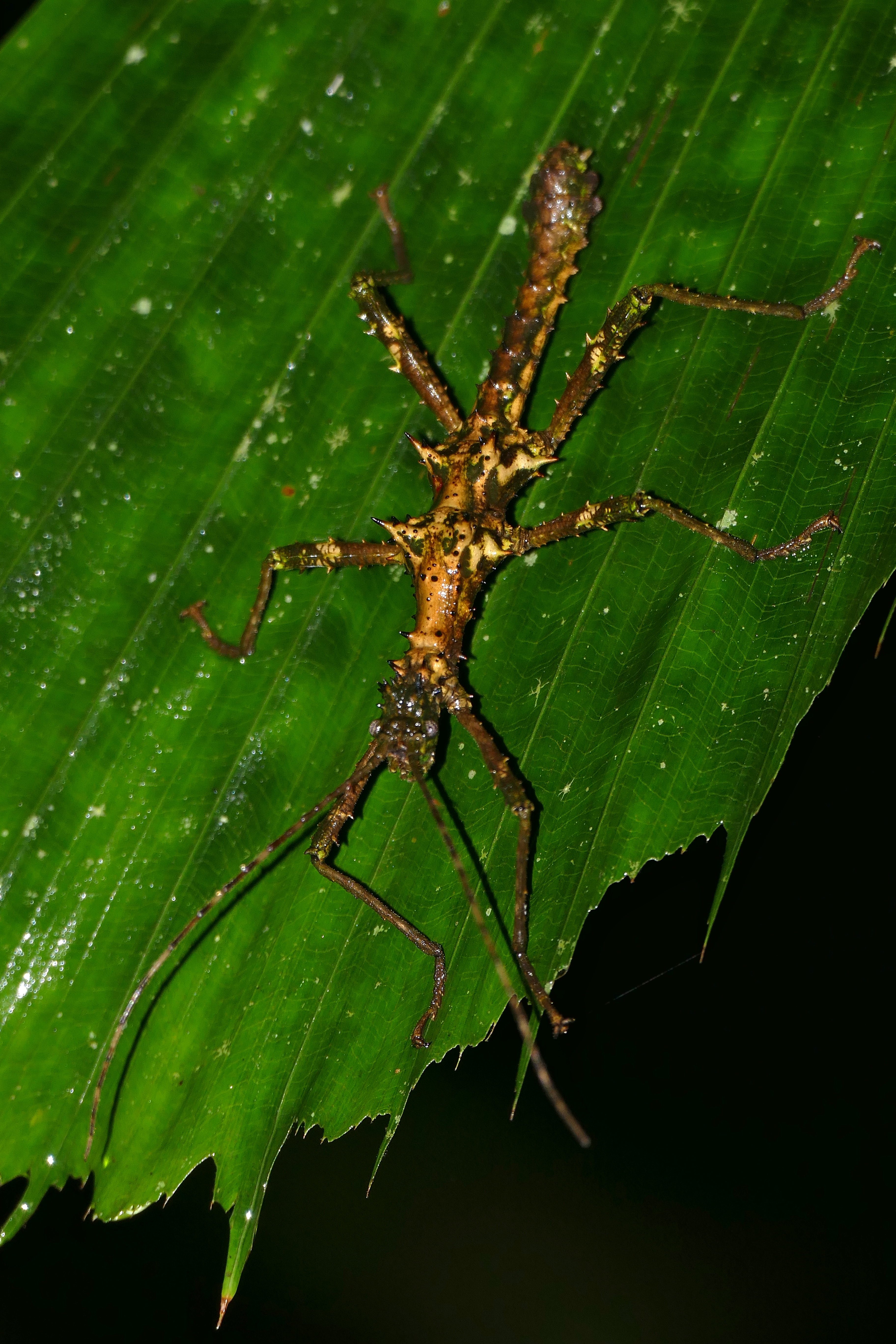
Männchen

Aretaon muscosus ist eine Gespenstschrecken-Art aus der Familie Heteropterygidae, die auf der Insel Borneo heimisch ist.

## Merkmale
Während bei der Schwesterart Aretaon asperrimus nur gelegentlich Nymphen mit deutlichem Grünanteil in der Färbung auftreten, sind die Nymphen von Aretaon muscosus stets grün gefärbt. Auch die adulten Weibchen sind intensiv grün gefärbt. Sie bleiben mit 72 bis 74 mm etwas kleiner als die von Aretaon asperrimus. Ihr auffälligstes Merkmal sind die an den Rändern des Abdomens befindlichen lappen- bzw. blattartige Erweiterungen (Loben). Sie sind vom ersten bis zum achten Segment vorhanden, wobei sich die größten an den Segmenten drei bis sieben befinden. Die dorsalen Kanten der Tieben sind mit gut erkennbaren Dornen ausgestattet. Durch Farbe und Körperstrukturen wirken sie wie mit Moos bewachsen. Die eher goldgelb und braun gemusterten Männchen werden 49 bis 50 mm groß. Auch sie besitzen Loben an den Rändern des Abdomens, die hier an den Segmenten drei bis neun zu finden sind. Wie die Hinterleibssegmente selbst, werden auch sie zum Ende des Abdomens allmählich größer.

## Systematik
Josef Redtenbacher beschrieb die Art 1906 als Obrimus muscosus. James Abram Garfield Rehn & John W. H. Rehn überführten sie 1939 gemeinsam mit der ebenfalls von Redtenbacher beschriebenen Obrimus asperrimus in die eigens für diese beiden Arten aufgestellte Gattung Aretaon. Als Syntypen sind diverse, 47 bis 64 mm lange, männliche und weibliche Tiere hinterlegt, darunter zwei Weibchen und ein Männchen im Naturhistorischen Museum Wien und drei Nymphen im Zoologischen Museum der Russischen Akademie der Wissenschaften in St. Petersburg. Bereits 1935 zog Klaus Günther in Betracht, dass es sich bei Aretaon muscosus lediglich um stärker bedornte Vertreter von Aretaon asperrimus handeln könnte. Wegen der ausgeprägten Bedornung der kleineren Tiere hielt er dies jedoch für unwahrscheinlich. Auch Philip Bragg, der bereits die Erfahrung gemacht hatte, dass die Bedornung adulter Aretaon asperrimus deutlich reduziert ist, erwähnte 2001 diese Möglichkeit, hielt eine Synonymisierung aber für zu vorschnell. Im Jahr 2004 erwähnte auch Oliver Zompro, dass Aretaeon muscosus mit großer Wahrscheinlichkeit ein Synonym von Aretaon asperrimus sei. Bei Daniel Otte und Paul D. Brock wurde Aretaon muscosus 2005 schließlich als Synonym geführt. Francis Seow-Choen revalidisierte die Art 2016, da ihre Syntypen perfekt mit den von ihm gefundenen Tieren aus dem Nationalpark Gunung Mulu übereinstimmen.

## Verbreitung
Aretaeon muscosus kommt im malaiischen Teil der Insel Borneo vor, genauer im nordwestlich gelegenen Bundesstaat Sarawak. Dort wurde die Art im Nationalpark Gunung Mulu gefunden. Bei den meisten Syntypen wird der Kinabalu in Sabah als Fundort angegeben. Wie bei Aretaon asperrimus geben Rehn und Rehn an, auch bei Aretaon muscosus Tiere von der Insel Labuan, aus der Sammlung von Morgan Hebard untersucht zu haben.

## Terraristik
Im Juli 2014 sammelte Albert Kang im Nationalpark Gunung Mulu Tiere, welche von Thierry Heitzmann auf den Philippinen sexuell nachgezogen werden konnten. Einige Eier dieser Tiere schickte er zu Cecile Fonteye nach Frankreich. Die wenigen bei ihr daraus geschlüpften Tiere waren alle weiblich und sind der Ursprung des mittlerweile in den Terrarien der europäischen Züchter verbreiteten, parthenogenetischen Zuchtstammes. Dieser wurde zunächst als Aretaon sp. 'Mulu' bezeichnet. Nach der Revalidisierung von Aretaon muscosus und der Veröffentlichung der ersten Bilder adulter Tiere durch Seow-Choen 2016, zeigte sich, dass der Zuchtstamm sowohl in Erscheinung, als auch bezüglich des Fundortes identisch mit dieser Art ist. Seither wird er als Aretaon muscosus 'Mulu' bezeichnet. Als Futterpflanzen werden unter anderem verschiedene Farne, Hasel, Brombeeren und Mango angenommen.